# Pazigyi
Pazigyi (birmanisch: ပဇီကြီး) ist ein Dorf in der Sagaing Region in Myanmar.

## Geschichte

### Massaker 2023
Am 11. April 2023 startete die Luftwaffe von Myanmar bei der Eröffnungsfeier eines Büros der People’s Defence Force einen Luftangriff und tötete mindestens 100 Dorfbewohner. Bei dem Angriff warf ein Kampfjet Bomben auf eine Versammlung von Demonstranten gegen Myanmars Militärjunta ab. Danach feuerte ein Hubschrauber, möglicherweise ein Mi-35, wahllos auf Zivilisten.